# Pierre Gassendi
Pierre Gassendi, Pierre Gassend (ur. 22 stycznia 1592 w Champtercier w Prowansji, zm. 24 października 1655 w Paryżu) – francuski filozof i astronom oraz duchowny katolicki.
Zaliczał się do czołowych matematyków swoich czasów. Nauczał w Digne, Aix, Kolegium Królewskim w Paryżu i zajmował kilka stanowisk kościelnych. Silnie wystąpił przeciwko koncepcjom Arystotelesa, szczególnie w Exercitationes paradoxicae adversus aristoteleos (1624). Odnowił atomistyczną filozofię Epikura, odrzucając niezgodne z religią katolicką poglądy o materialności duszy i odwieczności atomów. Polemizował z Kartezjuszem, krytykując poglądy o ideach wrodzonych oraz kartezjański dualizm. Do jego uczniów należał Molier. Był pierwszym obserwatorem przejścia Merkurego na tle tarczy Słońca w 1631 roku.

## Główne dzieła[3]
- 1647: De vita, moribus et doctrina Epicuri,
- 1649: Animadversiones in Decimum Librum Diogenis Laertii, qui est de vita, moribus, plascitisque Epicuri,
- 1649: Syntagma philosophiae Epicuri,
- 1658: Syntagma philosophicum complectens logicam, physicam et ethicam, wydane pośmiertnie z rękopisu.